# Ceyhan (Fluss)
Der Ceyhan, mit antikem Namen Pyramos (latinisiert: Pyramus), hethitisch Puratti, ist ein Fluss im Süden der Türkei. Er entspringt in der Nähe der Stadt Elbistan im Taurusgebirge.
Der Fluss hat eine Länge von 509 km. Er durchfließt Kilikien, verlässt den Anti-Taurus (Dschebel Nur) bei Mamista, wo sich eine wichtige Furt befand, und bildet in der Çukurova-Tiefebene ein großes Delta aus. Dort, in der Provinz Adana, mündet er bei der Stadt Karataş in den Golf von İskenderun (Mittelmeer). Der Ceyhan verläuft teilweise unterirdisch. Seine wichtigsten Nebenflüsse sind Söğütlü, Hurman, Göksun Çayı, Mağara Gözü und Aksu Çayı.
In der Antike mündete der Pyramos unweit von Mallos. Im Mittelalter veränderte er seinen Lauf und floss näher am Djebel Nur (Anti-Taurus) und mündete in die Bucht von Ajaş, die rasch verlandete.
Im Lauf des Ceyhan gibt es mehrere Staudämme für die Stromproduktion: die Talsperren Menzelet, Kılavuzlu, Sır, Berke, Aslantaş sowie am Unterlauf die Staustufen Oşkan und Berkman.